# MBLAQ
MBLAQ (корейский: 엠블랙, японский: エムブラック) — южнокорейский бэнд, созданный певцом, актёром и продюсером Рейном, и выступающий под лейблом Tune Camp.
Название группы — акроним от «Music Boys Live in Absolute Quality» (музыкальные парни, живущие в абсолютном качестве).
Дебют MBLAQ состоялся 9 октября 2009 года на концерте Рейна «Легенда о Рейнизме». На телевидении группа появилась 15 октября 2009 года на музыкальном шоу Mnet M! Countdown с песней «Oh Yeah!». Но перед этим 14 октября вышел их первый клип на эту песню и в тот же день дебютный сингл «Just BLAQ».
В группе пять участников. До официального дебюта в ней состоял Ким Санбук (19 апреля 1991), который покинул её по личным обстоятельствам. Его можно увидеть на первом фотосэте. Чхондун появился в составе MBLAQ ему на смену.

## Участники
| Сценический псевдоним | Сценический псевдоним | Имя          | Имя     | Дата рождения | Позиция в группе                |
| Транскрипция          | Хангыль               | Транскрипция | Хангыль | Дата рождения | Позиция в группе                |
| --------------------- | --------------------- | ------------ | ------- | ------------- | ------------------------------- |
| Сынхо                 | 승호                  | Ян Сынхо     | 양승호  | 16.10.1987    | лидер, ведущий танцор, вокалист |
| G.O (Джио, Чио)       | 지오                  | Чон Бёнхи    | 정병희  | 06.11.1987    | главный вокалист                |
| Мир                   | 미르                  | Пан Чхорён   | 방철용  | 10.03.1991    | главный рэпер, макнэ            |

Бывшие участники:
Пак Санхён (Чхондун,Thunder, Гром) покинул группу 16 декабря 2014
И Чансон (И Джун, Джун) покинул группу 16 декабря 2014

## История

### 2009:«ah»
14 октября 2009 года MBLAQ выпустили свой дебютный мини альбом «Just». Двумя днями ранее, 12 октября, вышел их дебютный сингл Oh, Yeah! и первое музыкальное видео, которые с невероятной скоростью завоевывать верхние строчки различных хит-парадов. 15 октября 2009 года состоялся официальный дебют MBLAQ на передаче M! Countdown.
15 декабря было объявлено, что MBLAQ станут постоянными участниками телепередачи Idol Show (Хангыль: 아이돌 군단의 떴다! 그녀 lit. Idol Army, She Has Arrived!), первый эпизод которого вышел уже на следующий день. В общей сложности было отснято 16 эпизодов.
В начале декабря 2009 года группа выступила в Японии, где после фан-митинга Рэйна на сцену вышли MBLAQ и исполнили хиты из своего альбома.
В конце года в Корее пошла так называемая «мода» на любовные письма своим кумирам. Но письма были не совсем простые… Одной из жертв этой «моды» стал участник MBLAQ. 9 декабря 2009 года Чансон получает кровавое письмо от фанатки, которая порезала себе вены для того чтобы показать ему свою любовь.

### 2010:«Y»
17 мая MBLAQ выпускают новый клип на песню «Y». 18 мая 2010 года наконец выходит долгожданный второй альбом группы под названием «Y».
Но не прошло и двух дней, как главные телеканалы SBS, KBS, MBС отказались от трансляции клипа из-за присутствующей в нём сцены убийства и заявили, что не будут возобновлять трансляцию пока сцена не будет вырезана. В J. Tune повиновались. Но канал MBC все никак не успокаивался. На этот раз их не устроила строчка в партии Мира: «널 씹어서 뱉어준다» (дословно: я пережую тебя и выплюну). Для того чтобы ребятам не запретили выступать J. Tune снова пришлось перешагнуть через себя и заменить «плохую» строчку на ``나는 당신을 완전히 잊어`` (я полностью забуду тебя).
Для того чтобы сделать камбэку группы большей пикантности, в интернете были распространены слухи, что один из солистов кардинально изменит свою внешность. И хотя всех участников изменили почти до неузнаваемости, больше всех фанатов удивил ДжиО. Известный ранее как «Бородатый идол», ДжиО побрился, чем вызвал немало восхищений и пересудов среди пользователей сети.
Заглавная песня из второго альбома, как оказалось, была написана Рэйном, и планировалось, что она войдет в его новый корейский альбом. Но впечатленные ей, MBLAQ выпросили её для себя. И не прогадали — 3 июня 2010 года группа получила их первую награду на M! Countdown за песню «Y».
30 декабря 2010 года J. Tune Entertainment объявило о слиянии с JYP Entertainment. Однако MBLAQ, являющиеся частью J. Tune Camp, не считаются Семьей JYP, но их можно отнести к ней косвенно, ведь Кампус — часть J. Tune Entertainment, которая отныне является дочерней компанией JYP Entertainment.

### 2011:BLAQ Style, дебют в Японии, и Mona Lisa
Изначально MBLAQ собирались возвращаться в ноябре 2010 с третьим мини-альбомом, но J. Tune Camp сообщили, что вместо этого, они вернутся в январе 2011 уже с первым полным альбомом.
По всему Сеулу ездили автобусы с рекламными щитами в честь выхода их первого альбома. Так же было сообщено, что на этот раз Рэйн передал всю ответственность участникам, которые сами сочиняли тексты и писали музыку, но помог им, написав текст к одной из песен и поставив хореографию для заглавных синглов.
3 января 2011 J. Tune Camp выпустил первый клип на песню «Cry». Всего за неделю клип собрал на ютубе рекордные 500 000 просмотров.
9 января, перед самым выходом альбома, группа устроила фанмитинг, на который пришло 1 500 фанатов. На фанмитинге был представлен новый сингл из грядущего альбома «Cry», а также состоялась премьера второго сингла из альбома — «Stay».
10 января 2011 года, мир увидел первый полный альбом «BLAQ Style», который побил рекорды предзаказов на yesasia.com с 25 000 предварительных заказов. 11 января, после выхода альбома, J. Tune Camp представил второй клип на песню «Stay», который за неделю просмотров на ютуб собрал 400 000 просмотров.
Но не успели MBLAQ завершить промоушен «Stay», как 7 февраля Мира госпитализировали с грыжей спинного диска. Через некоторое время, 22 февраля, вышел переизданный альбом «BLAQ Style 3D Edition» с 3-я новыми песнями «Again», «Unable to Return», «You». Так же «Again» выбрали для промоушена фильма «Боец». И, о, радость, через несколько дней после выхода переизданного альбома Мир вернулся на сцену, но на один раз за весь промоушен песни и не танцевал, выходя только зачитать рэп. 26 марта «BLAQ Style 3D Edition» дебютировал как #1 в Тайваньском чарте G-Music J-POP/K-POP!
10 марта вышел в свет эпизод шоу «Sesame player», где MBLAQ были постоянными участниками. В 13 эпизоде Мир в первый и последний раз дал «ванное» интервью, и, увы, шоу с ребятами было закончено.
Дата японского дебюта была назначена на 4 мая. Но уже в конце марта ребята лидировали в предзаказах японского альбома в Японии. Предзаказ стартовал 27 марта, а закончился уже 29 марта при том, что MBLAQ дебютируют с 3 разными вариациями альбома. Выпустив заглавный трек «Your Luv» в чарте ‘chaku uta’ 19 апреля, MBLAQ взлетели на вершину и заняли 1 место через несколько часов спустя во всех чартах Японии. Одновременно поправлялся Мир, и уже с июня он мог «полноценно» выступать со своими одногруппниками.
Итак, 13 июня J. Tune Campus объявили о первом концерте ребят «Men in MBLAQ», они были представлены как «люди в черном». Концерт состоится 20 августа.
Но нельзя забывать о новых треках, поэтому 6 — 7 июля парни выпускают в сеть фото-тизеры к предстоящему 3 мини-альбому.
3 мини-альбом группы носит название «Mona Lisa». Альбом был выпущен в интернете 12 июля. В магазины он поступил в продажу с 15-го числа, а в интернет-магазинах предварительно заказать альбом можно было ещё с 8 июля. Клип на песню «Mona Lisa» был показан в полночь с 11 на 12 июля, на различных интернет сайтах, а также на официальном канале J. Tune на YouTube.
15 июля, когда новый альбом можно было уже купить в магазинах, в течение нескольких часов он стал #1 в Hanteo Real-time, Daily и Weekly Charts. 14 июля J. Tune заявили о том, что предварительные заказы альбома составляли 30 000 копий, а японские фанаты просили для себя больше, чем им предлагалось. Агентство удовлетворило потребность фанатов, увеличив количество копий до 50 000.
20 августа состоялся первый сольный концерт MEN in MBLAQ. Он прошёл на олимпийском стадионе Джамшиль, который принял 6 500 зрителей со всех стран. Общими усилиями фанатов было собрано 2,8 тонн риса для пожертвования детям из малоимущих семей.
1 сентября MBLAQ достигли #1 в германском музыкальном чарте Viva с просмотром 111 000 за такой короткий промежуток времени, где они оставили позади себя даже таких мировых знаменитостей, как Крис Браун и Джастин Бибер. Так же «Mona Lisa» была на вершине и болгарского Popcore TV чарта, в течение 35 дней подряд.
С 1 сентября MBLAQ продолжили промоушен своего альбома, но уже с другой песней «I don`t know». C этой песней они выступали по 11 сентября.
14 сентября двое участников группы MBLAQ, Мир и Джио, а также другие артисты Кореи полетели в Перу, где стали волонтерами MBC «KOICA’s Dream». По прибытии в Перу звезды направились в посёлок, который находился более чем 3100 метров над уровнем моря. Там они участвовали в проекте «The World Is One» («Мир един»), где рисовали рисунки вместе с детьми. Эта работа с детьми произвела хорошее впечатление на ребят. В планы волонтёрской работы входили так же ремонтные работы туалетов и кухни в школах.
Ранее в новостях было сказано, что мировая звезда, а также по совместительству один из продюсеров MBLAQ — Би Рэйн уйдет в армию 11 октября. За несколько дней до его ухода состоялся прощальный концерт, на котором присутствовали MBLAQ, выражая свою поддержку. Так же ребята присутствовали и на его присяге.
Наконец MBLAQ объявили о том, что скоро выйдет их второй японский сингл под названием «Baby U!». Выпуск намечается на 26 октября, ранее эта песня стала опенингом для японского аниме «Вельзевул».
MBLAQ становятся все популярнее на территории Японии. Цифровой сингл «Baby U» был выпущен 20 октября, и буквально за два дня он стал #1 в японском мобильном чарте ‘Recochoku‘. Этим MBLAQ продемонстрировали то, что у них есть все возможности для того, чтоб присоединится к Hallyu wave. Кроме того MBLAQ продолжают удерживаться на первом месте в болгарском музыкальном чарте Popcore, уже на протяжении 68 дней, а также занимают одно из ведущих в германских чартах.
Второй японский сингл группы MBLAQ «Baby U» был выпущен 26 октября и в первый же день был продан в количестве 22 068 копий. С этим результатом ребята завоевали второе место в японском чарте Oricon. Пресса японии пишет о MBLAQ, как о «K-pop Монстрах», и хвалит их высокий уровень, который значительно отличаются от других корейских групп, которые дебютируют или дебютировали в Японии.
4 ноября MBLAQ со своим японским синглом заняли первое место в Billboard’s Hot Animation Chart.
MBLAQ и агентство J. Tune Camp несколько раз намекало о возвращении ребят в начале декабря, но этого не произошло из-за плотного графика группы. Но, несмотря на это MBLAQ все таки попросили у своего начальства разрешения на запись рождественского сингла для всех А+.
Так же ребятами неоднократно говорилось о том, что их камбэк намечен на начало января 2012 года.
9 декабря MBLAQ представили для всех своих фанатов свою первую рождественскую песню «White Forever». Раннее у них не было подобных песен.

### 2012:100 % Ver., BLAQ Memories, и 1й Азия Тур
Ещё в конце декабря Сынхо заинтриговал всех новостями, которые касались непосредственно нового альбома: «Наш 4-й мини-альбом будет более усовершенствованный, в отличие от наших прошлых альбомов. После того как вы услышите название песни, увидите выступление и услышите саму песню, вы почувствуете огромное отличие. Вам любопытно, да?». Так же ходил слух что жанр нового альбома MBLAQ будет включать в себя сбалансированное вливание рок-музыки, R&B и рэп, а также звуки электрогитары, басы и другие ударные инструменты.
28 декабря агентство J. Tune на сайте фан кафе MBLAQ заявило о том, что в ночь со 2 на 3 января 2012 года через музыкальные онлайн сайты будет выпущена песня «낙서(NakSeo/Scribble)». Вместе с её предрелизом на официальной странице MBLAQ и официальном канале J.Tune на Youtube будет показан первый тизер к 4му мини-альбому.
J. Tune не стали дожидаться полуночи со 2 на 3 января и представили всем фанатам тизер в полночь 2 января! Сразу же после выхода тизера MBLAQ стали #1 во многих корейских поисковых системах, включая Nate. Также в этот день стала известна заглавная песня альбома, которая называется «전쟁이야 (This Is War)». Тизер к этой песне должен выйти в ночь с 5 на 6.
J. Tune вновь рассказало о новом альбоме: «4-й мини-альбом MBLAQ „100 %Ver“ будет выпущен как на сайтах онлайн продаж, так и офлайн, 10 января 2012 года. Также в полночь с 5 на 6 января 2012 года на официальной странице MBLAQ и на официальном канале J.Tune Camp на Youtube состоится релиз тизера на заглавную песню с 4го мини-альбома MBLAQ „100 %Ver“ — '전쟁이야’ („Это война“), поэтому, пожалуйста, проявите интерес.»
Как только MBLAQ выпустили свой новый сингл «Scribble», песня сразу же взобралась на первое место в нескольких музыкальных онлайн чартах. Сингл превзошёл новую песню T-ara «Lovey Dovey» и взобрался на 1 место в чартах Soribada и Bugs Music, в то время как в чарте Mnet уверенно занимает 3 место, уступая T-ara «Lovey Dovey» и Davichi «We Were in Love», а в чарте Cyworld Music занимает 4 место. «Scribble» рассказывает о двух бывших возлюбленных, чьи воспоминания друг о друге превратились в шрамы, словно нацарапанные на их сердцах. В этот раз парни попробовали кое-что новое. Лидер Сынхо попробовал прочитать рэп в первый раз с момента их дебюта, а рэпер Чондун отразил новую сторону себя, показав свои способности как вокалиста.
2 января на официальном канале MBLAQ на Youtube был показан тизер к видео на «Scribble», в котором друзья И Джун и Чхондун жестоко дерутся из-за женщины. И Джун направил на Чхондуна пистолет, что заставило фанатов ждать выхода полной версии видеоклипа.
5 января было официально объявлено о том, что MBLAQ примут участие в пятом сезоне передачи «Hello baby». Они станут папочками для трех очаровательных интернациональных детишек (двух девочек — Дайон и Лорен, и мальчика — Лео). Ранее в этой передаче принимали участие такие группы, как SHINe, SNSD, T-Ara и лидер группы Super Junior и другие.
8 января, когда MBLAQ принимали участие в атлетических соревнованиях, лидер группы повредил шею при прыжке через перекладину, и как сообщали А+, которые в тот момент находились на стадионе, он спешно покинул территорию стадиона. После, на некоторых фото было показано что он носил повязку на шее, но слава Богу что все обошлось.
10 января четвёртый мини-альбом группы был официально выпущен. Ещё до релиза этот альбом был горячей темой для обсуждений и продолжал набирать огромную популярность. Название последнего альбома имеет много значений. «100 % Ver.» означает как упорно трудились ребята и выложились на все 100 %, они 100 % вернулись и выпустили 100 % качественный альбом, удовлетворены 100 % результатом и они возвращаются со 100 % уверенностью в себе. J. Tune Entertainment заявило: «За выходные придется сделать ещё больше копий компакт-дисков, все потому что мы превзошли предзаказ в 40 тысяч копий».
В конце января агентство группы уже начало говорить о новом японском альбоме, который имеет название «BLAQ MEMORIES — BEST IN KOREA», дата релиза альбома была намечена на 7 марта.
Спустя несколько недель после завершения промоушена с песней «This Is War», MBLAQ возвращаются со своей второй песней «Run». Ещё до выступлений с этой песней парни через твиттер рассказывали, что новая хореография будет очень сложной, что и привело к тому, что 1 марта во время предзаписи на музыкальном шоу канала Mnet M!Countdown, лидера группы Ян Сынхо госпитализировали в больницу с травмой спины, из-за неудачно выполненного сальто. Компания и участники MBLAQ говорили о том что с Сынхо все в порядке, и не стоит беспокоится, но тем не менее лидер не смог принять участие в выступлениях, и выбыл из графика ровно на 2 недели.
Из-за хореографии к песне «Run» возникло много разногласий. Несмотря на то, что выступление отличается невероятно сложной хореографей, оно получило негативные отзывы, так как показалось нетактичным из-за того, что было выпущено в эфир 1 марта — в день Корейского национального праздника независимости от японской оккупации. Ребята выступали в чёрной одежде, танцуя на фоне шоджи. В середине песни была реализована танцевальная вставка, И Джун исполнил танец мечей с двумя катанами. Несмотря на разногласия, фанаты выразили огромную поддержку и ожидали зажигательное представление, нахваливая гармоничность выступления и исключительность танца с мечами Джуна.
12 марта J. Tune рассказало о том, что собирается выпустить переизданную версию альбома «100 %Ver.», которая будет называться «BLAQ%Ver.». 4 мини-альбом MBLAQ «BLAQ%Ver.» — полный и улучшенный '100 %Ver.'. Он содержит 8 треков и включает в себя '100 %', достойного кандидата на заглавную песню наряду с 'This is War' во время релиза '100 %Ver.'. Релиз альбома намечен на 21 марта.
3 апреля компанией J. Tune было объявлено об Азия-туре MBLAQ The BLAQ% TOUR, в который войдут так же песни из нового переизданного альбома. Начиная с шоу в Джакарте в конце июня, этот Азия-тур будет в пути по 6 странам с 12 шоу.
Так же было объявлено о том, что двое из участников MBLAQ, а именно ДжиО и Мир будут продвигаться как подгруппа. Агентство MBLAQ J.Tune заявило, что: «ДжиО и Мир готовятся порадовать своих фанатов как подгруппа в следующем месяце. Они привлекут фанатов совершенно иным очарованием». Их дебют назначен на середину мая.
В итоге, ДжиО предложили сыграть роль в драме «Ghost», вследствие чего дебют ДжиО и Мира не состоялся. Представители агентства заявили, что данный трек, который записали парни, будет выпущен в качестве подарка для А+.
30 июня стартовал BLAQ% тур. Он охватил такие страны, как Индонезия, Таиланд, Южную Корею, Японию и Тайвань. На концерте участники (Чондун, ДжиО и Мир) представили свои сольные песни «Wild» и «Dont Go».
Количество фанов в Сеуле, которые посетили концерт, достигло рекордного количества, а именно 9 тысяч фанатов.
Чуть позже Сынхо сообщил, что их возвращение состоится в сентябре-октябре этого года. Также группа начала съемки нового шоу Idol Manager.
В начале сентября было сказано, что Джун и актриса О Ён Со заменят пару Итыка и Кан Сора в шоу «We Got Married», также 11 сентября Мир и Сынхо отправились во Вьетнам, где приступили к волонтёрству в Даклаке, в рамках волонтерской программы МВС '2012 KOICA’S DREAM'.
12 октября дебютантка Ailee выпустила тизер-фото с ДжиО, после чего стало известно, что он принял участие в съёмках её клипа на заглавную песню мини альбома «Invntation» — «I’ll ShowYou». 16 октября вышел клип, где ДжиО играет возлюбленного главной героини.
17 октября стало известно, что ДжиО принял участие в создании нового альбома хип-хоп продюсера Primary. Альбом вышел 31 октября, ДжиО участвовал в записи песни «I’m Back» и был похвален стаффом Amoeba Culture.
23 октября стало известно, что Мир войдёт в состав шоу «Закон Джунглей 2» канала SBS. Съёмки проходили на Галапагосских островах.
26 ноября стало известно, что ДжиО и Сынхо появятся в японском мюзикле «Gwanghwamun Sonata», где сыграют главную роль Хён У.

### 2013:Sexy Beat&Love Beat
Начало года началось с известий о том, что Сынхо и ДжиО вновь примут участие в японском мюзикле «Gwanghwamun Sonata», в котором они сыграют главную роль Хен У.
Также в первых числах января Джун был вовлечен в скандал, который связан был с его экранной женой в шоу «We Got Married», но к счастью весь конфликт быстро решился и пара успешно продолжила участие в съемках. К сожалению, пара ДжунСо снималась ещё в течение двух недель, и вскоре покинула шоу. Инициатором, согласно представителям агентства J.Tune Camp стал Джун, так как его график оказался слишком заполнен и он не мог успевать везде. 2 февраля 2013 года вышел последний эпизод шоу с Джуном и О Ён Со.
28 мая на официальный канал J.Tune Camp на ютубе был загружен тизер для клипа «Smoky Girl», которая является заглавной песней для альбома. Ранее MBLAQ публиковали фотографии со съемок клипа а также с фотосессии для корейского журнала Cosmopolitan, посвященной камбеку с песней «Smoky Girl», Мир, младший участник, описал песню как «захватывающую», и «сексуальную» (имея в виду хореографию). 4 июня, клип Smoky Girl был показан фанатам, MBLAQ провели свой шоукейс в тот же день, видеоклип транслировался на таких каналах и веб-сайтах как Mnet’s Mwave.
Переиздание альбома «Love Beat» было датировано 2 месяцами позднее, 12 августа 2013 года. Он включал в себя 3 новых песни: «I Don’t Know», «Prayer» (기도) и «No Love» как заглавная песня альбома, обновленный альбом «Sexy Beat» включал в себя все 6 треков. Видеоклип No Love был загружен 12 августа на официальный канал J. Tune Camp на ютубе.

### 2014:Broken,Winter, уход Ли Джуна и Чондуна из группы
20 марта 2014 в 12:00 (по корейскому времени), был показан тизер нового клипа «Be a man». 24 марта 2014 фанаты увидели и сам клип. В то же время появился в продаже (а так же доступный для скачивания) весь альбом, состоящий из 7 треков. В тот же день у MBLAQ начался промоушен их нового альбома, первый шоукейс проходил в «WAPOP Hall» в 20:00 (корейское время).
13 октября 2014 года появились слухи что Джун и Чондун не станут продлевать контракты, и уйдут из агентства по окончании сроков своих контрактов, которые заканчивались ориентировочно с ноября до декабря этого года. Причиной этому послужили весьма тяжелые условия работы, и жесткие рамки в которые их вгоняло агентство. Тем не менее J.Tune Camp долго держало фанатов в неведении, заявляя что ситуация ещё не решилась, и они ведут переговоры с Джуном и Чондуном об их будущем, и о возможном дальнейшем сотрудничестве.
18 ноября 2014 года J. Tune Camp опубликовали в своем официальном твиттер аккаунте загадочный постер, на котором была дата — 25 ноября 2014 года. Это оказалась дата выхода нового альбома с песнями собственного сочинения.
Несколькими днями позднее, 20 ноября 2014 года, J. Tune Camp опубликовали весь трек лист альбома, который носит название «Winter»(Зима).
31 ноября 2014 года состоялся последний концерт группы в составе 5ти человек. Несмотря на то, что контракт Джуна закончился пару недель назад, он согласился принять в нём участие, так как вся программа концерта была рассчитана на полный состав группы.
16 декабря 2014 года, было опубликовано что Джун и Чондун покидают группу и каждый сфокусируется на своей собственной карьере. Ли Джун полностью сконцентрировался на своей кино карьере, и подтвердил своё участие в съемках дорамы канала MBC «Mr. Back». Чондун же сосредоточился на своей сольной музыкальной карьере.

### 2015:Mirror
Группа выпустила свой 8 мини-альбом «Mirror» 9 июня 2015 года в котором предстала как трио.

## Дискография
| Студийные альбомы - BLAQ Style (2011) Переизданные студийные альбомы - BLAQ Style 3D Edition (2011) Мини-альбомы - Just BLAQ (2009) - Y (2010) - Mona Lisa (2011) - 100 % Ver. (2012) Переизданные мини-альбомы - BLAQ% Ver.(2012) Цифровые синглы - White Forever (2011) Соло альбомы - ДжиО «Even in my Dream» (feat. Мир) | Полные альбомы - BLAQ Memories (2012) Мини-альбомы - Your Luv (2011) - Baby U! (2011) - Mona Lisa Style (2011) - This is War Music Story (2012) - MBLAQ 'Men in MBLAQ' First Concert DVD (2012) |

## Концерты

### Концерты с участием MBLAQ
- Mnet Ultimate Live Asia (MULA) (2010)
- Kpop Heal The World in Singapore (2011)
- Kpop Music Festival in Sydney (2011)
- K-Friends 2011 Taipei Fireworks Concert (2011)
- Billboard KPop Masters in Las Vegas (2011)
- KPOP Big Four Seasons Concert in Tokyo (2011)
- Korean Music Festival 10: Hollywood Bowl 2012 in Los Angeles (2012)
- MBC Korean Music Wave in Google (2012)
- Dream concert (2012)

### Соло концерты MBLAQ
- Men In MBLAQ (2011)
- THE BLAQ% TOUR (2012)
- '2013 MBLAQ Global Tour' (2013)

## Награды
| Год  | Награда |
| ---- | --- |
| 2010 | - Bugs: Лучший новичок 2010 года - 17th Annual Republic of Korea Entertainment Arts Awards Ceremony: Лучший артист - 18th Korean Cultural Entertainment Awards: Лучший артист нового поколения |
| 2011 | - MTV Korea: Артист месяца (февраль) - Asia Jewelry Awards: Бриллиантовая награда - 19th Korean Cultural Entertainment Awards: Лучший исполнитель                                              |
| 2012 | - 26th Golden Disk Awards: Лучшая мужская группа - 7th Annual Asia Model Awards: Лучший исполнитель - 2012 Asia Song Festival: Лучший исполнитель                                              |

## Участие в шоу
- Idol Show (Хангыль: 아이돌 군단의 떴다! 그녀 lit. Idol Army, She Has Arrived!), 2009 год
- Art Of Seduction, 2009 год
- Mnet Making The Artist, 2010 год
- Idol United (Сынхо, Джун, Мир), 2010 год
- Celebrites Go to School, 2010 год
- Sesame Player (Сынхо, ДжиО, Джун и Чхондун; Мир в 13 эпизоде), 2011 год
- Weekly Idol (эпизоды 5, 30, 102)
- Hello Baby, 2012 год
- Idol Manager, 2012 год
- The Romantic & Idol (Мир) 2012 год
- We got Married (Джун), 2012-январь 2013 года
- Beatles Code, 2013 год

## Съемки в дорамах, фильмах. Участие в мюзиклах
- Фильм «Ninja Assassin/Ниндзя-Убийца», Джун в роли юного Райзо, 2009 год
- Дорама: «Jungl Fish 2/Рыба Джунглей 2», Джун в роли Ан Ба У, 2010 год
- Дорама: «I Need a Fairy/Мне нужна фея», Джун в роли И Джуна, 2012 год
- Дорама: «Salamander Guru and the Shadows/Саламандровый Гуру и Теневая Операция», ДжиО в эпизодической роли Има Сун Хянга, 2012 год
- Дорама: «Padam Padam… The Sound of His and Her Heartbeats/Падам-падам…Унисон их сердец», Чондун в эпизодической роли, 2012 год
- Дорама: «The Strongest K-POP Survival/К-Поп, выживет сильнейший», ДжиО, Джун, Чондун и Мир в эпизодических ролях, 2012
- Дорама: «Ghost/Призрак», ДжиО в роли И Тэ Кёна, 2012 год
- Дорама: «Iris 2/Айрис 2», Джун в роли Юна Шин Хёка, 2013 год
- Дорама: «Nail Salon Paris/Салон Красоты Париж», Чхондун, 2013 год
- Фильм: «An Actor Is An Actor», Джун, 2013 год
- Мюзикл «Gwanghwamun Sonata», Сынхо и ДжиО в роли Кана Хён У, 2012—2013 год
- Дорама «Make A Woman Cry», Чхондун, 2015
- Дорама «Vampire Detective», Джун, 2016
- фильм «Rock N' Roll Grandpa» Сынхо 2016